# حاييم جوري
حاييم غوري ( (بالعبرية: חיים גורי‏) ؛ 9 أكتوبر 1923-31 يناير 2018) شاعر وأديب إسرائيلي وروائي وصحفي ومخرج أفلام وثائقية .

## سيرة شخصية

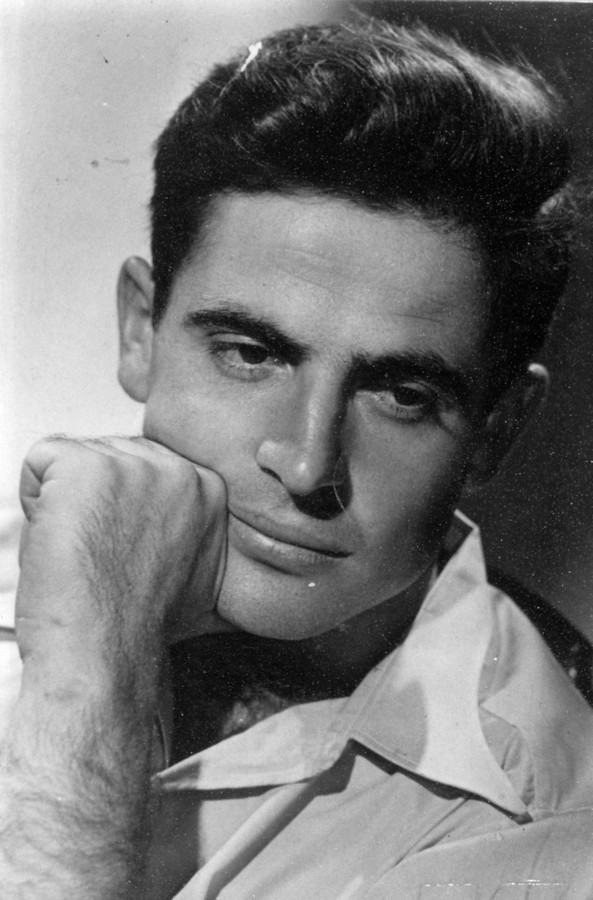
حاييم جوري

ولد حاييم جورفينكل (فيما بعد جوري) في يافا .  بعد الدراسة في ثانوية قدوري الزراعية ، التحق بالبلماح وأكمل دورة القيادة.  شارك في تفجير محطة رادار بريطانية كانت تستخدم لتعقب سفن عالية بيت التي تحمل مهاجرين يهود غير شرعيين إلى فلسطين. في عام 1947 تم إرساله إلى المجر لجلب الناجين من المحرقة إلى فلسطين الانتدابية. خلال حرب 1948 بين العرب وإسرائيل كان نائب قائد سرية في لواء النقب في البلماح. 
درس جوري الأدب في الجامعة العبرية في القدس والسوربون في باريس. ثم عمل كصحفي ل LaMerhav ثم عمل لاحقا في جريدة دافارالإسرائيلية . حقق شهرة بتغطيته لمحاكمة أدولف أيشمان عام 1961 . 
عاش جوري مع زوجته عليزا في القدس . 
توفي جوري في 31 يناير 2018 عن عمر يناهز 94 عامًا.

## الجوائز

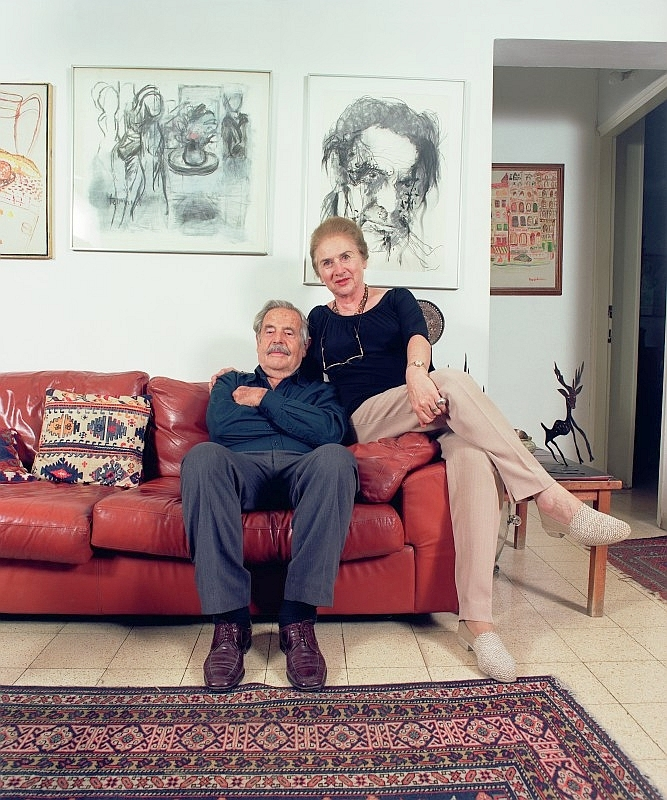
حاييم جوري وزوجته عليزا

- في عام 1961 ، حصل جوري على جائزة سوكولو للصحافة الإسرائيلية . [5]
- تم ترشيح فيلم The 81st Blow ، الذي كتبه وشارك في إنتاجه وإخراجه، لجائزة الأوسكار لعام 1974 للفيلم الوثائقي . إنه جزء من ثلاثية قوية للهولوكوست تشمل البحر الأخير ولهب في الرماد . [6]
- في عام 1975 ، حصل جوري على جائزة بياليك للأدب . [7]
- في عام 1988 نال جائزة إسرائيل للشعر العبري. [8]
- في عام 1998 ، فاز بجائزة Uri Zvi Grinberg . [4]
- في عام 2004 نال جائزة رئيس الوزراء للأعمال الأدبية العبرية .
- في عام 2016 ، رفض جوري منح وزارة الثقافة والرياضة الإسرائيلية جائزة قدرها 50 ألف شيكل عن «الأعمال الفنية الصهيونية». [9]

## الأعمال المنشورة

### الشعر
- زهور النار، سنوات النار (1949)
- قصائد الختم (1954)
- زهرة البوصلة (1960)
- حركة للمس (1968)
- رؤى جهازي (1974)
- خط النسر (1975)
- كلمات في My Love-Sick Blood (قصائد مختارة في الترجمة الإنجليزية). ديترويت: جامعة واين ستيت، 1996 ،(ردمك 0-8143-2594-7) .
- القصائد في مجلدين (1998)

## أفلام وثائقية
- الضربة رقم 81 ( Ha-Makah Hashmonim V'Echad ، 1974) ، نشر مع ترجمة باللغة الإنجليزية من قبل «الاتحاد الأمريكي للمقاتلين اليهود ونزلاء المعسكرات وضحايا النازيين»
- البحر الأخير ( Ha-Yam Ha'Aharon ، 1980)
- اللهب في الرماد ( بني هامريد ، 1985)